# Michał Szromnik
Michał Szromnik (ur. 4 marca 1993 w Gdańsku) – polski piłkarz występujący na pozycji bramkarza w polskim klubie Śląsk Wrocław.

## Życiorys
Wychowanek Gedanii Gdańsk, w 2009 roku podpisał kontrakt z Arką Gdynia. Początkowo był piłkarzem drużyny Młodej Ekstraklasy, a w 2010 roku został włączony do pierwszego zespołu. W sezonie 2010/2011 nie wystąpił jednak w żadnym meczu ekstraklasy, ale rozegrał 17 spotkań w Młodej Ekstraklasie. W pierwszej drużynie Arki Gdynia zadebiutował 20 sierpnia 2011 roku w wygranym 3:1 spotkaniu I ligi z Olimpią Elbląg. W sezonie 2011/2012 Szromnik rozegrał siedem meczów w lidze, a więcej spotkań spośród bramkarzy Arki rozegrali Marcin Juszczyk i Maciej Szlaga. Zawodnikiem podstawowego składu Arki Szromnik został w sezonie 2013/2014 występując wówczas w 30 meczach w lidze. Po zakończeniu sezonu przeszedł do Dundee United. Początkowo był w szkockim klubie zmiennikiem Radosława Cierzniaka. W Scottish Premiership zadebiutował 14 lutego 2015 roku w przegranym 2:3 meczu z Kilmarnock F.C.. Po zakończeniu sezonu 2015/2016, w którym był trzecim bramkarzem w klubie, a Dundee United spadło z ligi, odszedł z klubu. Następnie wrócił do Polski, wiążąc się kontraktem z Bytovią Bytów. W sezonie 2016/2017 był zmiennikiem Gerarda Bieszczada. W kolejnym sezonie, po odejściu Bieszczada, otrzymywał więcej szans gry. W sezonie 2018/2019 rozegrał piętnaście ligowych spotkań w barwach Odry Opole, a sezon 2019/2020 spędził na grze w Chrobrym Głogów, w barwach którego wystąpił w 32 ligowych meczach. Po zakończeniu sezonu na zasadzie wolnego transferu przeszedł do Śląska Wrocław. W ekstraklasie zadebiutował 5 grudnia 2020 roku w wygranym 1:0 meczu z Rakowem Częstochowa. W 2022 roku został wybrany kapitanem drużyny. W lipcu 2023 roku podpisał dwuletni kontrakt z Górnikiem Zabrze.
23 czerwca 2025 został ponownie zawodnikiem
Śląska Wrocław .

## Statystyki ligowe
| Sezon     | Klub               | Liga                 | Mecze | Gole |
| --------- | ------------------ | -------------------- | ----- | ---- |
| 2010/2011 | Arka Gdynia        | Ekstraklasa          | 0     | 0    |
| 2011/2012 | Arka Gdynia        | I liga               | 7     | 0    |
| 2012/2013 | Arka Gdynia        | I liga               | 14    | 0    |
| 2013/2014 | Arka Gdynia        | I liga               | 30    | 0    |
| 2014/2015 | Dundee United F.C. | Scottish Premiership | 4     | 0    |
| 2015/2016 | Dundee United F.C. | Scottish Premiership | 9     | 0    |
| 2016/2017 | Bytovia Bytów      | I liga               | 2     | 0    |
| 2017/2018 | Bytovia Bytów      | I liga               | 15    | 0    |
| 2018/2019 | Odra Opole         | I liga               | 15    | 0    |
| 2019/2020 | Chrobry Głogów     | I liga               | 32    | 0    |
| 2020/2021 | Śląsk Wrocław      | Ekstraklasa          | 11    | 0    |
| 2021/2022 | Śląsk Wrocław      | Ekstraklasa          | 25    | 0    |
| 2022/2023 | Śląsk Wrocław      | Ekstraklasa          | 14    | 0    |
| 2023/2024 | Górnik Zabrze      | Ekstraklasa          | 0     | 0    |
| 2024/2025 | Górnik Zabrze      | Ekstraklasa          | 22    | 0    |